# Tetramesa maderae
Tetramesa maderae is een vliesvleugelig insect uit de familie Eurytomidae. De wetenschappelijke naam is voor het eerst geldig gepubliceerd in 1849 door Walker.